# 浮島インターチェンジ (神奈川県)

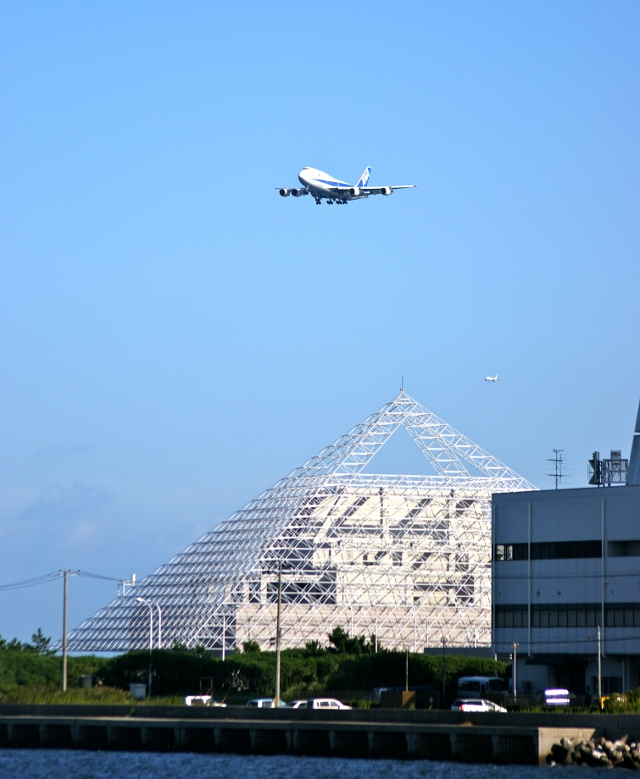
浮島換気口

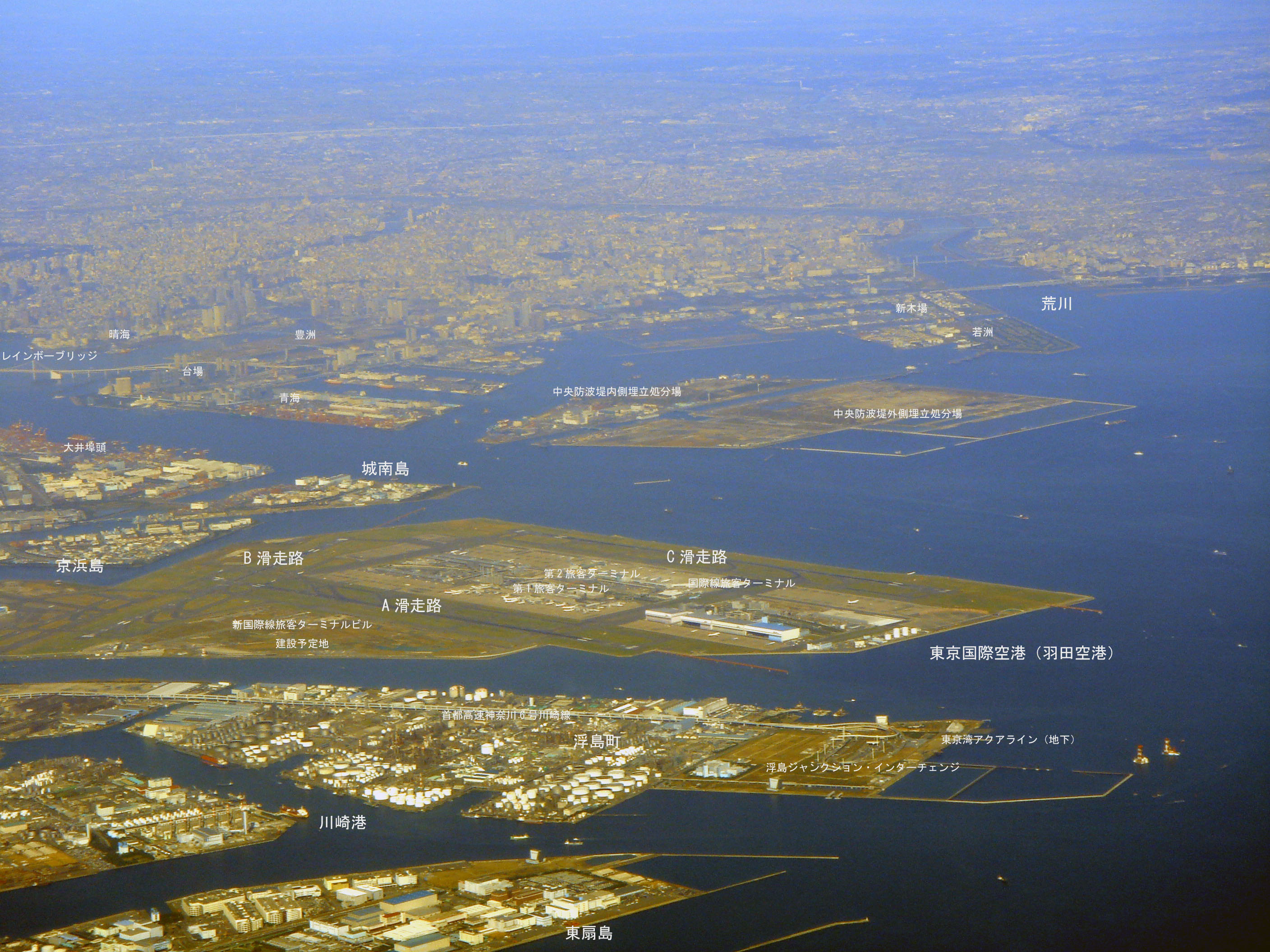
浮島IC空撮（画像右下）

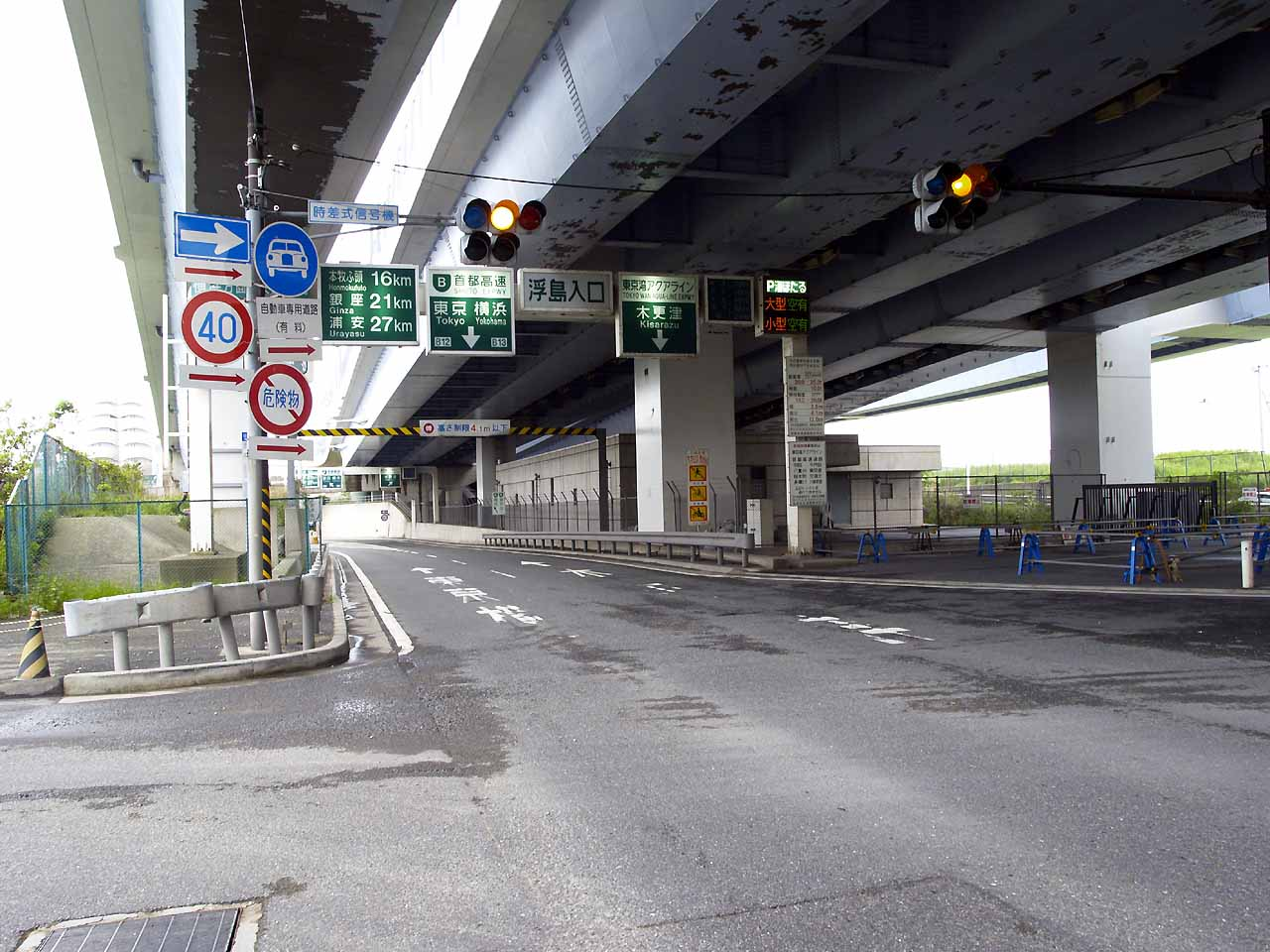
兼用の浮島入口交差点

浮島インターチェンジ（うきしまインターチェンジ）は、神奈川県川崎市川崎区浮島町にある東京湾アクアラインのインターチェンジである。
浮島出入口（うきしまでいりぐち）は、神奈川県川崎市川崎区浮島町にある首都高速道路湾岸線の出入口である。この項では浮島出入口についても記述する。

## 道路名
浮島IC
国道409号
CA 東京湾アクアライン(1番)
浮島出入口
 首都高速道路湾岸線(B12番、B13番)
なお、川崎浮島JCTで接続している首都高速道路神奈川6号川崎線には出入口は設置されていない。

## 付近にある主な施設
- 浮島バスターミナル
- 浮島町公園

## 併設
- 川崎浮島JCT（神奈川6号川崎線とも接続）
- 湾岸浮島TB（アクアライン及び一般道から湾岸線方面）
- 川崎浮島TB（神奈川6号川崎線西行き）

## 通行禁止車両
危険物積載車両は次の海底トンネルが存在するため、通行ができない。
- 東京湾アクアライン海ほたる方面はアクアトンネル
- 首都高速湾岸線は多摩川トンネル、川崎航路トンネル

## 隣
首都高速湾岸線
(B11)東扇島出入口 - 川崎航路TN - 川崎浮島JCT/(B12,B13)浮島出入口/湾岸浮島TB(廃止) - 多摩川TN - (B14)湾岸環八出入口
CA 東京湾アクアライン
(1)川崎浮島JCT/(1)浮島IC/川崎浮島TB - 海ほたるPA/BS - 木更津金田TB - (2)木更津金田IC